# آلبوین
آلبوین (انگلیسی: Alboin؛ دهه ۵۳۰ – ۲۸ ژوئن ۵۷۲) پادشاه لمبارد ایتالیا بود او از حدود ۵۶۰ تا ۵۷۲ سلطنت کرد. در زمان سلطنت وی لمباردها مهاجرت خود را با اقامت در ایتالیا به پایان رسانیدند، او قسمت شمالی ایتالیا را بین ۵۶۹ تا ۵۷۲ فتح کرد.
دوره سلطنت آلبوئین به عنوان پادشاه در پانونیا در پی درگذشت پدرش آدوئین، همزمان بود با یکی از تقابل‌ها و درگیری حادث شده بین لمباردها و همسایگان اصلی آنها یعنی گپی‌ها. گپی‌ها در ابتدا دست برتر را بدست آوردند، اما در سال ۵۶۷به لطف اتحاد او با آوارها، آلبوین شکست قاطعی را به دشمنان خود وارد کرد، که سرزمین‌های آنها را اشغال کرد. با این حال قدرت روزافزون همسایگان جدید وی باعث ناراحتی آلبوین شد و بنابراین وی تصمیم گرفت که پانونیا را به مقصد ایتالیا ترک کند، به امید اینکه در پی جنگ گوتیک از کاهش قدرت امپراتوری بیزانس برای دفاع از قلمرو خود بهره ببرد.
آلباین پس از ائتلاف بزرگی از متحدینش، در سال ۵۶۸ از آلپ عبور کرد و وارد ایتالیا شد. او به سرعت کنترل بیشتر ونیا و لیگوریا را به دست گرفت. در سال ۵۶۹ میلادی شهر اصلی ایتالیا، میلان را به دست گرفت. با این وجود پاویا به سختی مقاومت کرد و تنها پس از محاصره سه ساله تسلیم شد. در این مدت آلبوین توجه خود را به توسکانی جلب کرد، اما علائم جناح گرایی در بین هواداران وی و کاهش کنترل آلبوین بر ارتش وی به‌طور فزاینده ای شروع به آشکار شدن نمود.
آلبوئین در ۲۸ ژوئن سال ۵۷۲ میلادی در یک کودتای تحریک شده توسط بیزانسی‌ها ترور شد. این امر توسط برادر داماد پادشاه، هلمیشیس، با پشتیبانی همسر آلبوئین، روزاموند، دختر پادشاه گپید که آلبوین چند سال قبل از آن وی را کشته بود، برنامه‌ریزی شد. این کودتا با مخالفت اکثریت لمباردها، ناکام ماند، و کودتا گران را وادار کردند تا فرار کنند. مرگ آلبوئین لمباردها را از تنها رهبری که می‌توانست آن‌ها را در کنار هم نگه دارد محروم کرد قرنها پس از مرگ وی، قهرمانی‌های آلبوین و موفقیت وی در نبرد در شعرهای حماسه ساکسون‌ها و باواریایی‌ها جشن گرفته می‌شد.

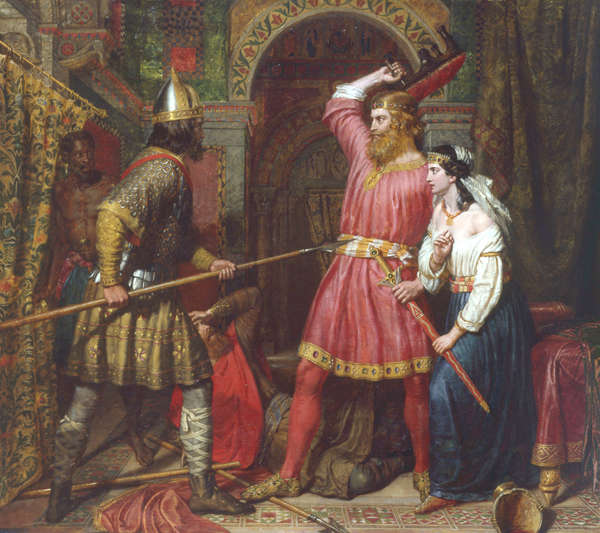